# Edwin Hedley
Edwin P. "Ed" Hedley (født 23. juli 1864 i Philadelphia, død 22. maj 1947) var en amerikansk roer og olympisk guldvinder.

## Rokarriere
Hedley roede i mange år fra slutningen af 1800-tallet for Vesper Boat Club og vandt blandt andet det canadiske mesterskab i singlesculler i 1892 samt Schuylkill Navy Regatta i samme bådtype fem gange i samme årti. Han var med i Vesper-otteren, der repræsenterede USA vedOL 1900 i Paris sammen med Bill Carr, John Exley, John Geiger, Harry DeBaecke, Jim Juvenal, Roscoe Lockwood, Ed Marsh og Lou Abell (styrmand). Amerikanerne kvalificerede sig let til finalen, hvor de også vandt klart med et forspring på seks sekunder til belgierne på andenpladsen, mens den hollandske båd blev nummer tre.
Hedley vandt desuden flere amerikanske mesterskaber, heriblandt i 1902 i toer uden styrmand.

## OL-medaljer
- 1900:  Guld i otter